# Cedusa jacobii
Cedusa jacobii är en insektsart som beskrevs av Metcalf 1945. Cedusa jacobii ingår i släktet Cedusa och familjen Derbidae. Inga underarter finns listade i Catalogue of Life.